# Flex-Deon Blake
Flex-Deon Blake (Miami, 25 de abril de 1962 - 1 de março de 2021) foi um ator afro-americano que aparece em filmes e revistas pornográficos voltados para o público gay. Ele atuou em diversos filmes bareback incluindo o polemico Niggas' Revenge. Em 2004, ele foi homenageado com o “Wall of Fame” do Grabby Awards

## Inicio
Apos terminar os estudos na escola, ele se juntou à Força Aérea dos Estados Unidos, servindo por cerca de treze anos até ser oficialmente desligado em 1992. Em seguida ele se formou em música pela Florida A&M University, depois indo trabalhar como agente penitenciário.

## Carreira
De acordo com o Internet Movie Database, entre 1995 e 2005,  Flex-Deon Blake apareceu em cerca de 42 filmes pornográficos gays. Ela lista inclui filmes populares como Black Workout 10 assim como filmes controversos, como  Barebacking with Jeff Palmer, vol. 3, na qual ele atua junto de outro ator pornográfico famosos, Jeff Palmer. Em 2001, Blake apareceu no filme de Dick Wadd chamado Niggas' Revenge, a qual  Dick Wadd descreveu em seu website que é  “polemico ao ponto de muitas lojas não quererem vende-lo.’’ Niggas' Revenge mostra os  estupros e humilhações sexuais de um grupo de skinheads neo-nazistas que são atacados por três irmãos negros após um episodio de racismo.

## Críticas
Em seu livro, Unlimited Intimacy: Reflections on the Subculture of Barebacking, Tim Dean, um professor da University of Buffalo, analisa o filme Niggas' Revenge em seus detalhes devido como ele fetichiza a transgressão de diversos tabus, que segundo o professor, “tudo é agravado devido a sua glamorização do sexo sem camisinha entre homens.” A representação do sexo inter-racial, estupro, violência e incesto (entre Chris Blake e Bobby Blake) é lembrada por Dean em seu trabalho:
| “ | [Os atores afro-americanos] possuem diversos piercings e tatuagens, especialmente Flex Deon Blake, que, além de furar as orelhas, sobrancelhas, mamilos, umbigo, ostenta um formidável anel Prince Albert na cabeça de seu pênis. Os aros de prata grossa que adornam seu corpo são complementados por o cinto de correntes que ele veste para as cenas de sexo, junto com botas de couro preto que usa … | ” |

## Vida pessoal
Em sua vida pessoal, Flex-Deon Blake tem um longo relacionamento com outro ator pornográfico, Bobby Blake. Foi o próprio Bobby Blake que ao falar do companheiro para o produtor Edward James, o introduziu na indústria de filmes gays. Bobby Blake contou a história do relacionamento dos dois em seu livro  My Life in Porn. mas recentemente, Flex-Deon Blake, redescobrindo suas origins cristãs, fundou a um pequeno grupo com sede em Dallas chamado “BrothasNDaSpirit.” Em seu site, o grupo afirma que se propõe a: “ajudar Gays, héteros, bissexuais, ou homens ou mulheres cristãos que se encontram confusos com sua sexualidade e procuram unir sua religião e sua opção sexual.”

## Morte
Morreu em 1 de março de 2021, aos 58 anos.

## Biblografia
- Bobby Blake with John R. Gordon, My Life in Porn: The Bobby Blake Story (Philadelphia: Running Press, 2008), ISBN 978-0-78672-096-5.
- Tim Dean, Unlimited Intimacy: Reflections on the Subculture of Barebacking (Chicago and London: University of Chicago Press, 2009), ISBN 978-0226-13938-8 (hard cover), 978-0226-13939-5 (paper).
- Owen Keehnen, More Starz (Herndon, Va.: STARbooks Press, 2007), pp. 90–2, ISBN 978-1-934187-10-4.